# کمپرسور محوری

پویانمایی از یک کمپرسور محوری

کمپرسورهای محوری، (به انگلیسی: Axial compressor) کمپرسورهایی هستند که در آنها، گاز به موازات محور گردنده جریان دارد. کمپرسور از چندین ردیف آبشاری تشکیل شده که برخی از این ردیف‌ها روتور نام دارد که به شفت مرکزی متصل شده و با سرعت بالا گردش می‌کند. باقی ردیف‌ها استاتور است که در جای خود ثابت است و گردش نمی‌کند. وظیفه استاتور افزایش فشار و بازگرداندن جریان از حالت مارپیچ به موازات محور است.
گاز از درون کمپرسور عبور کرده سرعت آن متناوباً زیاد و کم شده. با هر افزایش سرعت انرژی جنبشی گاز زیاد شده و با هر کاهشی، انرژی جنبشی آن تبدیل به افزایش فشار می‌شود. این کمپرسورها جریان پیوسته دارند و در حجم زیاد، گاز متراکم ایجاد می‌کنند و راندمان بالایی دارند.